# Milan Chovanec
Milan Chovanec (ur. 31 stycznia 1970 w Pilźnie) – czeski polityk, przedsiębiorca i samorządowiec, w latach 2010–2014 hetman kraju pilzneńskiego, od 2014 do 2017 minister spraw wewnętrznych.

## Życiorys
Studiował administrację publiczną na Uniwersytecie Zachodnioczeskim w Pilźnie. Krótko pracował w czechosłowackim banku centralnym, od 1992 do 2008 prowadził własną działalność gospodarczą. W 1997 wstąpił do Czeskiej Partii Socjaldemokratycznej, w 2013 został wiceprzewodniczącym, a w 2015 pierwszym wiceprzewodniczącym tego ugrupowania.
W latach 2002–2010 był radnym i członkiem zarządu miasta w Pilźnie. Od 2008 do 2014 zasiadał w radzie kraju pilzneńskiego. W latach 2008–2010 był pierwszym zastępcą hetmana kraju, a następnie do 2014 hetmanem kraju pilzneńskiego. W wyborach w 2013 uzyskał mandat deputowanego do Izby Poselskiej.
29 stycznia 2014 objął stanowisko ministra spraw wewnętrznych w koalicyjnym rządzie Bohuslava Sobotki.
W czerwcu 2017, po rezygnacji Bohuslava Sobotki, został pełniącym obowiązki przewodniczącego Czeskiej Partii Socjaldemokratycznej; wykonywał tę funkcję do lutego 2018. W wyborach w tym samym roku ponownie został wybrany na posła. 13 grudnia 2017 zakończył pełnienie funkcji rządowej; w 2019 zrezygnował z zasiadania w parlamencie.

## Odznaczenia
W 2016 odznaczony Krzyżem Komandorskim z Gwiazdą Orderu Zasługi Rzeczypospolitej Polskiej.